# Georgian International Airlines
Georgian International Airlines, zuvor EuroLine, war die zweitgrößte georgische Fluggesellschaft mit Sitz in Batumi und Heimatbasis auf dem Flughafen Batumi.

## Geschichte
Georgian International Airlines wurde im Juni 2004 unter dem Namen Euroline gegründet und konzentrierte sich zunächst auf Charterflüge. Ab 2010 wurden Linienflüge nach Düsseldorf, Amsterdam und Kiew aufgenommen. Im Februar desselben Jahres wurde das Unternehmen in Georgian International Airlines umbenannt. Es hat zwischenzeitlich den Betrieb eingestellt.

## Flotte
Die Flotte der Georgian International Airlines bestand mit Stand August 2010 aus sechs Flugzeugen: